# Gnypeta shastana
Gnypeta shastana är en skalbaggsart som beskrevs av Thomas Casey 1906. Gnypeta shastana ingår i släktet Gnypeta och familjen kortvingar. Inga underarter finns listade i Catalogue of Life.